# Milano-Sanremo 1943
La Milano-Sanremo 1943, trentaseiesima edizione della corsa, si svolse il 19 marzo 1943 su un percorso di 281,5 km con partenza a Milano e arrivo a Sanremo. Fu vinta dall'italiano Cino Cinelli, giunto al traguardo con il tempo di 8h06'00" alla media di 35,951 km/h davanti ai connazionali Glauco Servadei e Quirino Toccaceli. Conclusero la prova 45 dei 55 ciclisti al via.
Costituì la prima prova del Giro d'Italia di guerra 1943, competizione multiprova con classifica a punti organizzata in sostituzione del Giro d'Italia.

## Percorso
Partita da Milano, la corsa transitò da Casteggio, Novi Ligure, Pozzolo Formigaro, Ovada, sul Passo del Turchino, a Voltri e quindi, come di consueto, lungo tutta la Via Aurelia del Ponente ligure fino a Sanremo, sede del traguardo finale dopo 281,5 km di corsa.

## Resoconto degli eventi
La Milano-Sanremo 1943 si tenne in una giornata di bel tempo, con 55 ciclisti al via ma con l'assenza di spicco di Fausto Coppi, arruolato come caporale in Tunisia. Nelle prime fasi di gara si sviluppò una fuga di sette elementi (Severino Canavesi, Augusto Introzzi, Mario Fazio, Ennio Nardini, Romano Pontisso, Valerio Berteotti e Primo Zuccotti), poi ridottisi a cinque al passaggio di Ovada essendosi staccati Pontisso e Introzzi. Nel corso della salita del Turchino rientrarono sui fuggitivi tre contrattaccanti, Vito Ortelli, Mario De Benedetti ed Elio Bertocchi, a loro volta inseguiti da altri ciclisti usciti dal gruppo. Fu Ortelli a scollinare per primo sul Turchino, seguito da Nardini e Fazio. Al passaggio di Arenzano era in testa un gruppo di dodici uomini – tra essi Ortelli, Cino Cinelli, Olimpio Bizzi, Salvatore Crippa e De Benedetti – con 1'30" su otto uomini, tra cui Mario Vicini, Glauco Servadei e Pierino Favalli; più indietro, tra gli altri, Gino Bartali e Adolfo Leoni.
Bizzi tentò di animare la corsa sulla salita della Colletta, ma senza esiti, e il gruppo di testa, via via che gli inseguitori rientravano, si ampliò a diciassette unità dopo i Piani d'Invrea e a una ventina di nomi dopo Savona, con predominanza di ciclisti di Bianchi, Legnano e Viscontea. Sui tre Capi tentarono attacchi, subito rintuzzati, tra gli altri Ortelli, Bartali, Canavesi e Bertocchi; altri allunghi si susseguirono, senza esiti, fino ad Arma di Taggia. Da lì il gruppo di testa, compatto e forte di diciannove unità, andò a disputarsi la corsa in volata: prevalse nettamente Cinelli, della Bianchi, sul compagno di squadra Servadei, sull'atleta della Olmo Quirino Toccaceli e sui due alfieri della Legnano, Favalli e Bartali.

## Ordine d'arrivo (Top 16)
| Pos. | Corridore          | Squadra       | Tempo    |
| ---- | ------------------ | ------------- | -------- |
| 1    | Cino Cinelli       | Bianchi       | 8h06'00" |
| 2    | Glauco Servadei    | Bianchi       | s.t.     |
| 3    | Quirino Toccaceli  | Olmo          | s.t.     |
| 4    | Pierino Favalli    | Legnano       | s.t.     |
| 5    | Gino Bartali       | Legnano       | s.t.     |
| 6    | Mario De Benedetti | Olmo          | s.t.     |
| 7    | Salvatore Crippa   | Aquilano      | s.t.     |
| 8    | Severino Canavesi  | Gloria        | s.t.     |
| 9    | Osvaldo Bailo      | Viscontea     | s.t.     |
| 9    | Olimpio Bizzi      | Viscontea     | s.t.     |
| 9    | Giulio Bresci      | S.C. Taddei   | s.t.     |
| 9    | Mario Fazio        | Vis et Patria | s.t.     |
| 9    | Adolfo Leoni       | Bianchi       | s.t.     |
| 9    | Fiorenzo Magni     | Bianchi       | s.t.     |
| 9    | Vito Ortelli       | Bianchi       | s.t.     |
| 9    | Mario Ricci        | Legnano       | s.t.     |